# Иоганн Петер Готхард
Иоганн Петер Готхард (нем. Johann Peter Gotthard, в старых русских источниках Готгард, настоящее имя Богумил Паздирек, чеш. Bohumil Pazdírek; 19 января 1839, Драгановице, Австрийская империя, ныне район Оломоуц, Чехия — 17 мая 1919, Бад-Фёслау) — австрийский музыкальный издатель, педагог, композитор.
Родился в семье чешского учителя Йозефа Паздирека (1813—1896). Учился музыке в Ольмюце, затем с 1855 года в Вене. Работал в нескольких венских музыкальных издательствах, в 1868—1880 гг. руководил собственным издательством, наиболее известным первыми публикациями неизданного творческого наследия Франца Шуберта; у Готхарда также печатался Карл Гольдмарк. В дальнейшем, продав своё дело Людвигу Доблингеру, в 1882—1906 гг. был учителем музыки в Терезиануме. В 1906—1910 гг. вместе со своим братом Францем (Франтишеком) Паздиреком (1848—1915) составил и опубликовал «Универсальный справочник музыкальной литературы всех времён и народов» (нем. Universal-Handbuch der Musikliteratur aller Zeiten und Völker) в 34 томах, удостоенный золотой медали на Всемирной выставке 1910 года в Брюсселе.
Сочинил оперу «Эдита» (1877) и комическую оперу «Идуна» (1890), обе на либретто Генриха Бормана-Ригена, а также ряд камерных сочинений, в том числе Andante ongarese с вариациями и скерцо (1871), впервые исполненное Флорентийским квартетом и посвящённое ему.